# Kleine Gibbons
Die Kleinen Gibbons (Hylobates) sind eine Primatengattung aus der Familie der Gibbons (Hylobatidae). In dieser Gattung werden sechs bis neun Arten zusammengefasst.

## Merkmale
Kleine Gibbons zeigen mit dem schlanken Körper, den langen Armen und dem fehlenden Schwanz den typischen Körperbau der Gibbons. Mit einem Gewicht von 4,5 bis 7 Kilogramm sind sie die leichtesten Vertreter ihrer Familie. Die Fellfärbung variiert zwischen gelblich-grau, braun und schwarz. Die Färbung ist variabler als bei den anderen Gattungen, sie kann auch innerhalb einer Art deutlich verschieden sein. Besonders beim Weißhand- und Schwarzhandgibbon gibt es unterschiedlich gefärbte Tiere, bei einer Art, dem Kappengibbon, sind die Geschlechter verschiedenfarbig. Im Allgemeinen herrscht jedoch kein ausgeprägter Sexualdimorphismus, Männchen und Weibchen sind annähernd gleich groß.

## Verbreitung und Lebensraum
Die Kleinen Gibbons haben das größte Verbreitungsgebiet aller Gibbongattungen, es erstreckt sich über das südostasiatische Festland (Thailand, der äußerste Süden Yunnans, Ost-Myanmar, West-Kambodscha und die malaiische Halbinsel) bis zu den Inseln Sumatra, Borneo und Java. Im Westen bildet der Fluss Saluen und im Osten der Mekong die Grenze ihres Verbreitungsgebietes. Lebensraum dieser Tiere sind tropische Regenwälder.

## Lebensweise
Wie alle Gibbons sind die Kleinen Gibbons tagaktive Baumbewohner, die selten auf den Boden kommen und sich vorwiegend durch Schwinghangeln (Brachiation) im Geäst fortbewegen. Sie leben in festen Familiengruppen (ein Elternpaar und ein bis drei Jungtiere), die ein fixes Territorium von 20 bis 40 Hektar Größe bewohnen. Zur Kennzeichnung des Reviers und auch zur Paarbindung geben die Männchen bei Sonnenaufgang laute Sologesänge von sich, die Duettgesänge mit den Weibchen ertönen einige Stunden später (bei Silber- und Kloss-Gibbons fehlen diese Duettgesänge im Gegensatz zu allen anderen Gibbons).
Die Nahrung dieser Tiere besteht vorwiegend aus Früchten, daneben nehmen sie auch Blätter und anderes Pflanzenmaterial sowie Kleintiere zu sich.
Nach einer rund siebenmonatigen Tragzeit bringt das Weibchen ein einzelnes Jungtier zur Welt. Diese kann sich bei manchen Arten (etwa dem Kappengibbon) in seiner Färbung von den erwachsenen Tieren deutlich unterscheiden. Nach rund zwei Jahren wird das Jungtier entwöhnt, die Geschlechtsreife tritt mit sechs bis acht Jahren ein.

## Bedrohung
Wie alle Gibbons sind die Kleinen Gibbons vor allem durch die Zerstörung ihres Lebensraumes gefährdet. Als besonders bedroht gilt der auf Java lebende Silbergibbon, aber auch der Kloss- und der Kappengibbon werden von der IUCN als gefährdet gelistet.

## Systematik

Verbreitung der Kleinen Gibbons:
Weißhandgibbon
Schwarzhandgibbon und Weißbartgibbon (auf Borneo)
Müller-Gibbon
Westlicher Borneo-Gibbon
Östlicher Borneo-Gibbon
Silbergibbon
Kappengibbon
Kloss-Gibbon

Die Gattung der Kleinen Gibbons (Hylobates) wird auf sechs bis neun Arten aufgeteilt:
- Kloss-Gibbon (H. klossii)
- Kappengibbon (H. pileatus)
- Müller-Gibbon (H. muelleri)
- Westlicher Borneo-Gibbon (H. abbotti)
- Östlicher Borneo-Gibbon (H. funereus)
- Silbergibbon (H. moloch)
- Schwarzhandgibbon (H. agilis)
- Weißbartgibbon (H. albibarbis; wird oft als Unterart des Schwarzhandgibbons geführt)
- Weißhandgibbon (H. lar)

Traditionell wurden alle Gibbons in der Gattung Hylobates zusammengefasst. Aufgrund von Unterschieden in der Chromosomenzahl, im Bau des Schädels und der Körpergröße werden heute die Schopfgibbons (Nomascus), Weißbrauengibbons (Hoolock) und Siamangs (Symphalangus) als eigene Gattungen geführt.